# Gouvernement Hroïsman
Ukraine
Iatseniouk II Hontcharouk
Le gouvernement Hroïsman est le gouvernement ukrainien du 14 avril 2016 au 29 août 2019.

## Coalition et historique

### Formation
Le 10 avril 2016, après la démission d'Arseni Iatseniouk, Volodymyr Hroïsman est désigné Premier ministre par le président Petro Porochenko. Le 14 avril, sa nomination est approuvée par la Rada.
La composition de ce gouvernement est annoncée le jour même. Le ministère de la Santé reste vacant.

### Dissolution
Le 17 mai 2019, avec le retrait du Front populaire, la coalition gouvernementale sortante est annoncée dissoute par le président de la Rada. Le 20 mai, opposé aux législatives anticipées convoquées par le nouveau président, Hroïsman annonce sa démission pour le 22 mai. Le 30 mai, sa démission est rejetée par la Rada.
Le 29 août, à la suite des élections législatives ukrainiennes de 2019, Oleksi Hontcharouk lui succède.

## Composition

### Initiale (14 avril 2016)
| Fonction                                                                         | Titulaire                                           | Titulaire                                             | Parti |
| -------------------------------------------------------------------------------- | --------------------------------------------------- | ----------------------------------------------------- | ----- |
| Premier ministre                                                                 |                                                     | Volodymyr Hroïsman                                    | BPP   |
| Vice-Premier ministre Ministre du Développement économique et du Commerce        |                                                     | Stepan Koubiv                                         | BPP   |
| Vice-Premier ministre chargé de l'Intégration européenne et de l'Euro-atlantique |                                                     | Ivanna Klympouch-Tsintsadzé                           | BPP   |
| Vice-Premier ministre Ministre du Développement régional                         |                                                     | Hennady Zoubko                                        | Sans  |
| Vice-Premier ministre chargé de la Politique humanitaire                         |                                                     | Viatcheslav Kyrylenko                                 | NF    |
| Vice-Premier ministre chargé des Infrastructures, de l'Énergie et de l'Écologie  |                                                     | Volodymyr Kistion                                     | BPP   |
| Vice-Premier ministre                                                            |                                                     | Pavlo Rozenko                                         | BPP   |
| Ministre de l'Intérieur                                                          |                                                     | Arsen Avakov                                          | NF    |
| Ministre des Affaires étrangères                                                 |                                                     | Pavlo Klimkine                                        | Sans  |
| Ministre des Finances                                                            |                                                     | Oleksandr Danyliouk (jusqu'au 08/06/2018)             | BPP   |
| Ministre des Finances                                                            |                                                     | Oksana Markarova (provisoire)                         | Sans  |
| Ministre de la Défense                                                           |                                                     | Stepan Poltorak                                       | Sans  |
| Ministre de la Politique sociale                                                 |                                                     | Andry Reva                                            | NF    |
| Ministre des Territoires occupés temporairement et des personnes déplacées       |                                                     | Vadym Chernysh                                        | BPP   |
| Ministre de la Justice                                                           |                                                     | Pavlo Petrenko                                        | NF    |
| Ministre de la Santé                                                             |                                                     | Oleksandra Pavlenko (provisoire, jusqu'au 28/04/2016) | Sans  |
| Ministre de la Santé                                                             | Viktor Shafransky (provisoire, jusqu'au 27/07/2016) |                                                       | Sans  |
| Ministre de la Santé                                                             | Oulana Souproun (provisoire)                        |                                                       | Sans  |
| Ministre de l'Éducation et de la Science                                         |                                                     | Lilia Hrynevytch                                      | NF    |
| Ministre du Pétrole et de l'Énergie                                              |                                                     | Ihor Nasalik                                          | BPP   |
| Ministre des Infrastructures                                                     |                                                     | Volodymyr Omelyan                                     | Sans  |
| Ministre de la Politique de l'information                                        |                                                     | Iouriy Stets                                          | BPP   |
| Ministre de l'Agriculture                                                        |                                                     | Taras Koutovy                                         | BPP   |
| Ministre de l'Écologie et des Ressources naturelles                              |                                                     | Ostap Semerak                                         | NF    |
| Ministre de la Culture                                                           |                                                     | Ievhen Nychtchouk                                     | Sans  |
| Ministre de la Jeunesse et des Sports                                            |                                                     | Ihor Jdanov                                           | Sans  |
| Ministre, secrétaire général du gouvernement                                     |                                                     | Oleksandr Saenko                                      | NF    |

### Remaniement du 22 novembre 2018
| Fonction                                                                         | Titulaire | Titulaire                    | Parti |
| -------------------------------------------------------------------------------- | --------- | ---------------------------- | ----- |
| Premier ministre                                                                 |           | Volodymyr Hroïsman           | BPP   |
| Vice-Premier ministre Ministre du Développement économique et du Commerce        |           | Stepan Koubiv                | BPP   |
| Vice-Premier ministre chargé de l'Intégration européenne et de l'Euro-atlantique |           | Ivanna Klympouch-Tsintsadzé  | BPP   |
| Vice-Premier ministre Ministre du Développement régional                         |           | Hennady Zoubko               | Sans  |
| Vice-Premier ministre chargé de la Politique humanitaire                         |           | Viatcheslav Kyrylenko        | NF    |
| Vice-Premier ministre chargé des Infrastructures, de l'Énergie et de l'Écologie  |           | Volodymyr Kistion            | BPP   |
| Vice-Premier ministre                                                            |           | Pavlo Rozenko                | BPP   |
| Ministre de l'Intérieur                                                          |           | Arsen Avakov                 | NF    |
| Ministre des Affaires étrangères                                                 |           | Pavlo Klimkine               | Sans  |
| Ministre des Finances                                                            |           | Oksana Markarova             | Sans  |
| Ministre de la Défense                                                           |           | Stepan Poltorak              | Sans  |
| Ministre de la Politique sociale                                                 |           | Andy Reva                    | NF    |
| Ministre des Territoires occupés temporairement et des personnes déplacées       |           | Vadym Chernysh               | BPP   |
| Ministre de la Justice                                                           |           | Pavlo Petrenko               | NF    |
| Ministre de la Santé                                                             |           | Oulana Souproun (provisoire) | Sans  |
| Ministre de l'Éducation et de la Science                                         |           | Lilia Hrynevytch             | NF    |
| Ministre du Pétrole et de l'Énergie                                              |           | Ihor Nasalik                 | BPP   |
| Ministre des Infrastructures                                                     |           | Volodymyr Omelyan            | Sans  |
| Ministre de la Politique de l'information                                        |           | Iouriy Stets                 | BPP   |
| Ministre de l'Agriculture                                                        |           | Taras Koutovy                | BPP   |
| Ministre de l'Écologie et des Ressources naturelles                              |           | Ostap Semerak                | NF    |
| Ministre de la Culture                                                           |           | Ievhen Nychtchouk            | Sans  |
| Ministre de la Jeunesse et des Sports                                            |           | Ihor Jdanov                  | Sans  |
| Ministre, secrétaire général du gouvernement                                     |           | Oleksandr Saenko             | NF    |
| Ministre des Affaires des vétérans                                               |           | Iryna Friz                   | BPP   |